# 诺格创新系统
诺格创新系统（英語：Northrop Grumman Innovation Systems）是美国一家航空航天制造商和国防工业公司，是母公司诺斯洛普·格鲁门的航空部门。该公司前身为2015年由轨道科学公司和Alliant Techsystems公司的一部分合并成立的Orbital ATK，2018年被诺斯洛普·格鲁门收购后改名。 诺格创新系统为客户提供设计、建造相关的空间、国防和航空等系统。该公司约有12000名员工从事航空航天和国防产业，其中包括4000名工程师和科学家，7000名制造和运营人员，以及1000人左右行政管理人员。在2020年公司重组过程中，诺格创新系统的大部分整合进诺格太空系统，1月1日生效。